# Troféu Joan Gamper de 2018
O Troféu Joan Gamper de 2018 foi a quinquagésima terceira edição deste torneio internacional de futebol interclubes, de caráter amistoso e, como em todas as edições, teve como país-anfitrião a Espanha. E o adversário do Barcelona foi o Boca Juniors da Argentina. O convite surgiu em fevereiro de 2018 quando o presidente do Boca Juniors confirmou o acerto com a equipe catalã . A última participação do clube argentino havia sido em 2008, sendo que será a sexta vez que o time argentino vai disputar o amistoso.
Barcelona venceu por 3 a 0 e foi campeão.

## Jogo
O primeiro tempo foi marcado por posse de bola e pressão do Barcelona, enquanto o Boca apostava no contra-ataque. Na recuperação de bola, os argentinos até achavam alguns espaços, mas erravam muito e pecavam no último terço do campo.
Fazendo sua estreia no Barça, o menino Malcom recebeu na esquerda livre, invadiu a área e mandou do canto do uesqerdo do goleiro, que nada pôde fazer para evitar o primeiro gol do ex-Corinthians com a camisa blaugrana.
Aos 38, Messi tentou o toque, bola rebateu na zaga e voltou para o argentino, que deu um leve toquinho por cima de Andrada, estufando a rede e anotando seu primeiro gol no seu primeiro jogo contra o Boca.
Na volta do intervalo, substituições dos dois lados. Ernesto Valverde trocou oito jogadores, entre eles o brasileiro Arthur entrou em campo. Malcom permaneceu no gramado, jogando agora pela direita. Já Schelotto, promoveu apenas três mudanças e Tévez não foi uma delas.
Aos 20 minutos, o Brasil brilhou pela segunda vez na Catalunha. E como brilhou. Rafinha recebeu lindo passe de Suárez, deu um lençol no goleiro e marcou um golaço de placa: 3 a 0.
O Barça trocava passes no campo de ataque, tentando achar espaços para criar chances para o quarto gol. Do outro lado, o Boca ainda sonhava com um gol de honra, mas sem sucesso.
Barcelona venceu por 3 a 0 e foi campeão.
| 15 de agosto de 2018 | Barcelona                                                                 | 3 – 0     | Boca Juniors | Camp Nou, Barcelona                               |
| 15:30 (UTC-3)        | Malcom Filipe Silva de Oliveira 18' Lionel Messi 39' Rafael Alcântara 67' | Relatório |              | Público: 70,089 Árbitro: Alberto Undiano Mallenco |

### Estatísticas
| Geral               | Barcelona | Boca Juniors |
| ------------------- | --------- | ------------ |
| Gols marcados       | 3         | 0            |
| Finalizações totais | 21        | 13           |
| Finalizações no gol | 8         | 4            |
| Posse de bola       | 65%       | 35%          |
| Escanteios          | 4         | 7            |
| Faltas cometidas    | 12        | 14           |
| Impedimentos        | 1         | 2            |
| Pênaltis            | 0         | 0            |
| Cartões amarelos    | 2         | 0            |
| Cartões vermelhos   | 0         | 0            |